# 宣武军节度使
宣武军节度使，唐朝、五代在今河南省东部设立的节度使。中和三年（883年）朱温为节度使，以此为根据地，兼并中原，建立后梁。首府汴梁（即汴州，今河南省开封市），成为後來宋东京开封府的雏形。

## 名稱與轄區
又稱宣武节度使、宋亳潁节度使、滑鄭汴節度使、河南节度使、汴梁节度使、汴州节度使、汴宋节度使、汴滑节度使、汴濮节度使、滑濮节度使等。
宣武军治所在汴州（今河南省开封市），长期管理汴州、宋州、亳州、颍州，相当于今天河南省封丘、开封、尉氏、柘城、沈丘以东，山东省单县和安徽省砀山、亳州、涡阳、蒙城、阜阳、颍上等地。

## 年表
755年十一月设置河南节度使，管辖黄河以南、淮河以北；东到大海十三郡（汴州陈留郡、宋州、滑州、陈州、颍州、亳州、曹州、濮州、淄州、沂州、泗州、徐州、海州），节度使兼领陈留郡太守。
758年废节度，改为汴州都防御使，下辖汴州、宋州、徐州、泗州、海州、淄州、沂州。
759年，设汴滑七州节度使，下辖汴州、滑州、曹州、宋州、濮州；再设河南节度使，下辖徐州、泗州、海州、颍州、亳州、濮州。
760年，海州归青密节度使，颍州、亳州归郑颍节度使，濮州归郓齐兖节度使。废除后徐州、泗州归淮西节度使。
761年，汴滑七州节度使归淮西节度使，後又设滑郑汴节度使。
762年复设，管理汴州、宋州、徐州、兖州、郓州、曹州、濮州、颍州八州，节度使兼领汴州刺史。广德之后改称汴宋节度使。
765年，滑郑汴节度使改为滑濮节度使。769年，增加泗州，颍州归属泽潞节度使。
776年废除，宋州、泗州归永平节度使，曹州、兖州、郓州、徐州、濮州归平卢节度使，后来复设。
781年建号宣武军，驻地宋州，下辖宋州、亳州、颍州。
784年闰十月，滑濮节度使改为汴滑节度使。
785年三月，汴滑节度使改为郑滑节度使。
後梁開平元年（907年）四月，升汴州為東都開封府，廢宣武軍號。开平三年（909年）改于宋州设立宣武军。
後唐同光元年（923年），東都開封府復為宣武軍節度使，下轄汴州。宋州宣武军改称归德军。
天成元年（926年），增領曹州。
後晉天福三年（938年）十月，升汴州為東京開封府，廢宣武軍號。
遼大同元年（947年）三月，遼國佔領開封府，又改為宣武軍節度使。六月，後漢廢除遼國所置節度使，復為開封府。

## 历代節度使
河南（汴宋）
- 张介然（755年）
- 李庭望（755年；安禄山）
- 李随（756年）
- 李祗（756年）
- 李巨（756年）
- 贺兰进明（756年—757年），因陈留为燕军所陷，治彭城
- 尹子奇（757年；安庆绪）
- 张镐（757年—758年）
- 崔光远（758年）
- 安太清（759年；史思明）
- 张献诚（760年—764年）
- 田神功（764年—774年）
- 田神玉（774年—776年）
- 李迥（775年）（遥领）
- 李勉（776年）（未任）
- 李灵曜（776年）
- 李忠臣（776年—779年）

汴滑
- 许叔冀（759年）
- 张镒（781年）（未任）
- 李澄（784年）

宣武
- 刘玄佐（785年—792年）
- 吴凑（792年）（未任）
- 刘士宁（792年—793年）
- 李谌（793年—795年，亲王遥领）
- 李万荣（793年—796年）
- 董晋（796年—799年）
- 陆长源（799年）
- 刘全谅（799年）
- 韩弘（799年—819年）
- 张弘靖（819年—821年）
- 李（821年—822年）
- 李㝏（822年）
- 韩充（822年—824年）
- 令狐楚（824年—828年）
- 李逢吉（828年—831年）
- 杨元卿（831年—833年）
- 李程（833年—835年）
- 王智兴（835年—836年）
- 李绅（836年—840年）
- 王彦威（840年—845年）
- 孙简（846年—847年）
- 刘约（847年），未上任即暴卒
- 卢钧（847年—850年）
- 卢弘止（卢弘正）（850年）
- 郑朗（851年）
- 崔龟从（851年—853年）
- 刘瑑（853年—856年）
- 裴休（856年）
- 马植（857年）
- 郑涯（857年—859年）
- 畢諴（859年—860年）
- 杨汉公（861年）
- 令狐绹（861年—862年）
- 李福（862年—863年）
- 蒋伸（863年—864年）
- 郑处诲（864年—867年）
- 李蔚（868年—870年）
- 郑从谠（870年—871年）
- 归仁晦（872年—873年）
- 王铎（873年—877年）
- 穆仁裕（877年—879年）
- 安某（879年—880年）
- 康实（881年—883年）
- 朱溫（883年—907年）

另《新唐书·宗室世系表》下载纪王李慎子李庄有子汴州节度使李行祎，但当时未设汴州节度使，或有误。
东都留守（后梁）
- 朱友文（907年—912年）
- 朱友贞（912年—913年）
- 袁象先（913年—914年）
- 刘鄩（914年—916年）
- 王瓒（919年—923年）

宣武（后唐之后）
- 王瓚（923年），副使，权知
- 卢质（923年—924年），知军州事、权知
- 李存審（924年），未任卒
- 李嗣源（924年—925年）
- 孔循（925年—926年），权知
- 高逖（926年），权知
- 韦俨（926年），权知
- 孔循（926年），权知
- 朱守殷（927年）
- 石敬瑭（927年—928年）
- 李從厚（928年—929年）
- 赵敬怡（929年），权知
- 赵凤（929年），权知
- 符習（929年—930年）
- 李從曮（930年—933年）
- 趙延壽（933年—935年）
- 范延光（935年—936年）
- 李周（936年）
- 楊光遠（936年—938年）
- 盧文進（937年—938年），南吳立，遙領，一作宁国军节度使之误
- 杨承祚（938年）
- 蕭翰（947年），遼國立

东都留守（开封府尹）
- 石重贵（938年—941年）
- 李德珫（941年—942年）
- 张从恩（942年—943年）
- 石重睿（943年—945年）
- 李周（944年）
- 张从恩（945年）
- 赵莹（945年）
- 桑维翰（945年—946年）
- 刘密（刘敏）（947年）
- 刘承训（947年）
- 侯益（948年—950年）
- 刘勋（950年）
- 刘铢（950年）
- 袁义（951年）
- 李穀（952年）
- 陈观（952年）
- 颜衎（952年）
- 柴荣（953年—954年）
- 王敏（954年）
- 边光範（955年）
- 王朴（955年—957年）
- 向训（956年）
- 吴廷祚（959年）
- 昝居润（958年—959年）